# 以色列電視
以色列电视是指以色列境內的电视服务，以色列的首個電視台於1966年3月24日启用。以色列一度只有一个国有電視频道，並且由以色列广播局和以色列教育电视台联合运营。1970年代末，以色列引入了彩色電視。1986年，以色列第二個電視頻道開播，並且第二個電視頻道依然受到國家的控制。第二個電視频道于1993年開始商業化。1994年時，以色列境內大约720,000户家庭接入了有线电视。 2002年，以色列境內又出現第三個商业電視频道，随后又接連出現三个商业電視频道，分別是以色列俄语频道（2002年）、以色列流行音乐频道（2003年）和阿拉伯语频道（2012年） 。

## 历史
以色列建國後，以戴维·本-古里安为首的第一届政府不赞成建立电视台。 1960年代初期，以色列人逐渐可以通过公共场所的电视机收看来自埃及、黎巴嫩和塞浦路斯的电视。這些電視頻道主要以阿拉伯语開播，觀眾以阿拉伯裔以色列人為主。以色列政府擔心周圍的阿拉伯國家可能會通過電視進行反以色列宣傳。 
1963年6月，列维·艾希科尔出任以色列总理后，他希望以色列人能建立自己的电视频道。